# Регистарске ознаке у Украјини
Данас у Украјини постоји 12 врста регистарских таблица (више од 20 подтипова таблица). На регистарским таблицама се користе бројеви 1,2,3,5,6,7.3,8,12. Слова која се користе на регистарским таблицама (њих 12) су слова која се појављују у латиничном писму , а то су:A, B, C, E, H, I, K, M, O, P, T, X. На регистарским ознакама типа 4 појављује се и слово D. На типовима регистарских таблица 7.1, 7.2, 7.4 могу се користити слова украјинског алфабета и латиничног писма. На типовима таблица 9 и 10 се појављују следећа слова: A, B, Г, Е, I, K, M, Н, O, P, С, T, Ф, X, Ч, Ю, Я (украјински алфабет).

## Регистарске ознаке на возилима од 2004. године

### Типови регистарских таблица
- 1.1 - Регистарске таблице за аутомобиле, камионе, аутобусе, приколице и минибусеве и приколице . Величина - 520х112мм ; позадина - бела ; слова - црна. Комбинација слова са леве стране показује регион .

- 1.2 - Регистарске таблице за аутобусе којима је одређена аутобуска линија, те минибусеве и таксије. Величина - 520х112мм ; позадина - жута ; слова - црна. Комбинација слова са леве стране показује регион .

- 2.1 - Регистарске таблице за привремену употребу (до 3 месеца) за аутомобиле, камионе, минибусеве, аутобусе и приколице. Величина - 520х112мм ; позадина - црвена ; слова - бела.

- 2.2 - Регистарске таблице издате од стране комерцијалних предузећа за привремену употребу (до 10 дана) за аутомобиле и камионе, минибусеве и аутобусе, приколице и полуприколице . Величина - 520х112мм ; позадина - црвена ; слова - бела.

- 3.1 - Регистарских таблица за моторе. Величина - 140х114мм ; позадина - бела ; слова - црна.

- 3.2 - Регистарске таблице привремене употребе за моторе. Величина - 140х114мм ; позадина - црвена ; слова - бела.

- 3.3 - Регистарске таблице издате од стране комерцијалних предузећа за привремену употребу за моторе. Величина - 140х114мм ; позадина - црвена ; слова - бела.

- 4 - Регистарске таблице за возила дипломатских представништава, конзулата и представништава међународних организација. Величина - 520х112мм ; позадина - бела ; слова - црна.

- 5 - Регистарске таблице за мотоцикле , скутере. Величина - 220х174мм ; позадина - бела ; слова - црна.

- 6.1 - Регистарске таблице привремене употребе за мотоцикле и скутере. Величина - 220х174мм ; позадина - црвена ; слова - бела.

- 6.2 - Регистарске таблице за привремену употребу издате од стране комерцијалних предузећа за мотоцикле и скутере. Величина - 220х174мм ; позадина - црвена ; слова - бела.

- 7.1 - Регистарске таблице које се користе у аутотранспорту, на регистарске таблице ове врсте је могуће поставити слику власника. Величина - 220х174мм ; позадина - бела ; слова - црна.

- 7.2 - Регистарске таблице које се користе на мотоциклима. Величина - 220х174мм ; позадина - бела ; слова - црна.

- 7.3 - Регистарске таблице за аутомобиле јапанске или америчке производње. Величина - од 220 до 400мм х од 110 до 320мм ; позадина - бела ; слова - црна.

- 7.4 - Регистарске таблице за аутомобиле јапанске или америчке производње. Величина - од 220 до 400мм х од 110 до 320мм ; позадина - бела ; слова - црна.

- 8 - Регистарске таблице за тракторе (самоходне машине) и прикључна возила. Величина - 288х226мм , доња ивица - 140мм ; позадина - бела ; слова - црна. Бројеви ових регистарских таблица је остао непромењен од 1995.

- 9 - Регистарске таблице за моторна возила и њихове приколице и која припадају: Оружаним снагама Украјине, Државној специјалној транспортној служби, Државној граничној служби, Министарства за ванредне ситуације у Украјини и послова заштите становништва од последица катастрофе Чернобиља, Интерних трупа Министарства унутрашњих послова Украјине и Друштва за одбрану Украјине. Величина - 520х112мм ; позадина - црна ; слова - бели. Бројеви регистарске таблице овог типа су непромењени од 1995.

- 10 - Регистарске таблице за мотоцикле и њихове приколице које припадају: Оружаним снагама Украјине, Државној специјалној транспортној служби, Државној граничној служби, Министарства за ванредне ситуације у Украјини и послова заштите становништва од последица катастрофе Чернобиља, Интерних трупа Министарства унутрашњих послова Украјине и Друштва за одбрану Украјине. Величина - 220х174мм ; позадина - црна ; слова - бела. Бројеви регистарске таблице овог типа су непромењени од 1995.

- 11 - Регистарске таблице МУП-а Украјине. Величина - 520х112мм ; позадина - плава ; слова - бела.

- 12.1 - Регистарске таблице за велики транспорт и технологију. Величина - 288х226мм ; позадина - бела ; слова - црна.

- 12.2 - Регистарске таблице за велики транспорт и технологију привремене употребе. Величина - 140х114мм ; позадина - црвена ; слова - бела. ТР - обавезна ознака, АА - код региона.

## Серија аутомобилских регистарских таблица за регионе Украјине 2004. године:
Кодови региона распоређују се према латиничном писму и почињу од Кијева: АА, АВ, АС и тако даље:
| Регион                  | Код |
| ----------------------- | --- |
| Кијев                   | АА  |
| Виницка област          | АВ  |
| Волињска област         | АС  |
| Дњепропетровска област  | АЕ  |
| Доњецка област          | АН  |
| Кијевска област         | AI  |
| АР Крим                 | АК  |
| Житомирска област       | АМ  |
| Закарпатска област      | АО  |
| Запорошка област        | АР  |
| Ивано-Франкивска област | АТ  |
| Харковска област        | АХ  |
| Кировоградска област    | ВА  |
| Луганска област         | ВВ  |
| Лавовска област         | ВС  |
| Миколајивска област     | ВЕ  |
| Одеска област           | ВН  |
| Полтавска област        | BI  |
| Ривањска област         | ВК  |
| Сумска област           | ВМ  |
| Тернопољска област      | ВО  |
| Херсонска област        | ВТ  |
| Хмељничка област        | ВХ  |
| Черкашка област         | СА  |
| Чернигивска област      | СВ  |
| Чернивачка област       | СЕ  |
| Севастопољ              | СН  |
| Државна серија          | ІІ  |